# Eleccions legislatives de Gàmbia de 2022
El 9 d'abril de 2022 es van celebrar a Gàmbia eleccions legislatives a l'Assemblea Nacional, composta per 58 membres.
El Partit Nacional Popular (NPP per les seves sigles en anglès), liderat pel llavors president en funcions Adama Barrow, va guanyar les eleccions. Va establir un govern de coalició tripartit amb el Partit de Reconciliació Nacional (PRN) i l'Aliança per a la Reorientació i la Construcció Patriòtiques (APRC), la qual cosa sumaven un total de 29 escons.
El Partit Democràtic Unit (UDP) es va convertir en el partit més gran de l'oposició, amb 15 escons.